# Saint-Pardon-de-Conques
Saint-Pardon-de-Conques is een gemeente in het Franse departement Gironde (regio Nouvelle-Aquitaine) en telt 503 inwoners (2007). De plaats maakt deel uit van het arrondissement Langon.

## Geografie
De oppervlakte van Saint-Pardon-de-Conques bedraagt 6,7 km², de bevolkingsdichtheid is 70,4 inwoners per km².
De onderstaande kaart toont de ligging van Saint-Pardon-de-Conques met de belangrijkste infrastructuur en aangrenzende gemeenten.

## Demografie
Onderstaande figuur toont het verloop van het inwonertal (bron: INSEE-tellingen).